# Crocidura religiosa
Crocidura religiosa är en däggdjursart som först beskrevs av I. Geoffroy Saint-Hilaire 1827.  Crocidura religiosa ingår i släktet Crocidura och familjen näbbmöss. IUCN kategoriserar arten globalt som otillräckligt studerad. Inga underarter finns listade i Catalogue of Life.
Denna näbbmus förekommer i Nildeltat i Egypten. Området är ett kulturlandskap. Kvarlevor av arten hittades längre söderut.